# 捕蛙人卡納迪
《捕蛙人卡納迪》，或稱為《卡納迪捕蛙記》，是一部在1930年上映的荷屬東印度（今印度尼西亞）喜劇片，由G·克魯格爾斯擔任導演，故事改編自暢銷巽他文小說，結果遭到土著觀眾的非議。一般認為，這部電影是東印度群島第一部有聲電影，不過片中有些畫面沒有聲音，音質也未如理想。

## 劇情
卡納迪（Karnadi）是一位年輕的巽他族捕蛙人，喜歡把捉回來的青蛙吞進肚子裏去。後來他想假扮富翁，融入上流社會，結果卻被識穿。

## 製作過程
《捕蛙人卡納迪》的導演G·克魯格爾斯是一位印歐裔製片人，曾參與荷屬東印度第一部電影《黑猴》（1926年）的製作過程。本片改編自巽他族作家尤哈納和蘇克里亞（Sukria）撰寫的暢銷小說《醜人的祕密》（Roesia nu Goreng Patut），這是克魯格爾斯繼1928年的《安斯·阿琪》之後，再次改編尤哈納的作品。
第一批在荷屬東印度上映的有声电影是《歌舞昇平》和《彩虹人》（均於1929年面世），《捕蛙人卡納迪》則在不久後登上銀幕。為了掌握這項新技術，克魯格爾斯便以電影電視工程師協會會員的身份，取得一部單系統攝影機，並以此拍攝本片。最後克魯格爾斯未能錄製電影的所有對白，需要以間場字幕取代部分畫面，因此本片是一部半有聲電影。

## 發行與反響
本片的發行片名並不明確，電影史文獻使用的標題《捕蛙人卡納迪》是M·厄沙（M Esha）在1970年代為報章撰文時回憶起來的名稱。報導指出，大部分巽他族觀眾都對本片給予差評，這可能是因為卡納迪進食青蛙的嗜好違反了伊斯蘭教教規。結果觀眾的反應令克魯格爾斯從此不再製作獨立電影，改而為陳氏影業拍攝兩部作品，然後在1936年離開東印度群島。
這部電影如今很可能已经散佚。美国视觉人类学家卡尔·G·海德認為，所有在1950年前制作的印尼电影均已散失。不过，J·B·克里斯坦托（J.B. Kristanto）在《印尼电影目录》中表示，印尼电影资料馆把好几部荷属东印度电影保存下來。印尼電影史學家米斯巴赫·尤薩·比蘭还指出荷兰政府新闻处收藏了几部日本宣传电影，使之留存至今。
一般認為，這部電影是東印度群島第一部有聲電影。之後其他片商也紛紛開拍有聲電影，例如王氏兄弟就在1931年推出電影《心神不安的印度尼西亞》，他們對聲音也更為重視。這些電影插入了很多靜態畫面，音質也不理想，電影人經過反覆的試驗後，才能夠把當地有聲影片的音質提升到一個可以接受的水平。

## 備註
1. ↑  部分文獻（如Suryadinata (1995，第43頁)）認為鄭丁春在1931年拍攝的影片《花江的玫瑰》才是東印度群島第一部有聲影片，比蘭則認為《花江的玫瑰》晚於《心神不安的印度尼西亞》面世，因此也不會早於《捕蛙人卡納迪》發行[7]。

## 腳註
1. ↑  Said 1982，第141頁.
2. 1 2  Kartiwan et al. 2010，第6頁.
3. ↑  Biran 2009，第60-61頁.
4. ↑  Biran 2009，第76頁.
5. ↑  Filmindonesia.or.id, G. Krugers.
6. ↑  Biran 2009，第131–132頁.
7. 1 2 3  Biran 2009，第137頁.
8. 1 2  Filmindonesia.or.id, Karnadi.
9. ↑  Biran 2009，第98, 143頁.
10. ↑  Heider 1991，第14頁.
11. ↑  Biran 2009，第351頁.
12. ↑  Susanto 2003，第241頁.
13. ↑  Biran 2009，第136頁.

## 外部連結
- 互联网电影数据库（IMDb）上《捕蛙人卡納迪》的资料（英文）